# Scarabaeus porosus
Scarabaeus porosus är en skalbaggsart som beskrevs av Bates 1888. Scarabaeus porosus ingår i släktet Scarabaeus och familjen bladhorningar. Inga underarter finns listade i Catalogue of Life.